# Passagem Franca do Piauí
Passagem Franca do Piauí est une municipalité brésilienne située dans l'État du Piauí.